# Wilfried Koffi Hua
Wilfried Serge Koffi Hua (né le 12 octobre 1987) est un athlète ivoirien, spécialiste des épreuves de sprint.

## Biographie
En 2012, lors des championnats d'Afrique de Porto-Novo au Bénin, il remporte la médaille de bronze du 100 mètres, derrière le Sud-africain Simon Magakwe et l’Égyptien Amr Seoud, dans le temps de 10 s 37. Il se classe par ailleurs quatrième de l'épreuve du relais 4 × 100 m.
L'année suivante, Wilfried Koffi se classe troisième des Universiades d'été, à Kazan en Russie, en établissant un nouveau record personnel sur 100 m en 10 s 21. Il participe aux Championnats du monde de Moscou mais s'incline dès les séries.
En août 2014, lors des championnats d'Afrique de Marrakech, au Maroc, il remporte l'épreuve du 100 m, devant les américains naturalisés nigérians Mark Jelks et Monzavous Edwards. Il établit à cette occasion un nouveau record de Côte d'Ivoire du 100 m en 10 s 05, améliorant d'un centième de seconde l'ancienne meilleure marque nationale détenue depuis 2012 par Ben Youssef Meité. Trois jours plus tard, il s'impose en finale du 200 m en réalisant un nouveau record national, en 20 s 25.
En septembre 2015, il prend la troisième place du 100 m des Jeux africains de Brazzaville, s'inclinant face à son compatriote Meïté, qui lui reprend le record national en 10 s 04, et le Nigérian Ogho-Oghene Egwero. Il s'adjuge la médaille d'or au 200 m et au relais.
Il bat le record national en 10 s 01 le 9 avril 2016 mais cette marque ne restera pas longtemps puisque Ben Youssef Meïté réalise 9 s 99 le 6 juin 2016. Le 8 juin, Koffi se classe 2d du Meeting de Montreuil en 10 s 10, derrière Jimmy Vicaut (9 s 86, record d'Europe).

## Palmarès
| Date | Compétition             | Lieu        | Résultat | Épreuve   | Temps   |
| ---- | ----------------------- | ----------- | -------- | --------- | ------- |
| 2012 | Championnats d'Afrique  | Porto-Novo  | 3e       | 100 m     | 10 s 37 |
| 2012 | Championnats d'Afrique  | Porto-Novo  | 4e       | 4 × 100 m | 40 s 10 |
| 2013 | Universiade             | Kazan       | 3e       | 100 m     | 10 s 21 |
| 2013 | Universiade             | Kazan       | 6e       | 200 m     | 20 s 73 |
| 2014 | Championnats d'Afrique  | Marrakech   | 1er      | 100 m     | 10 s 05 |
| 2014 | Championnats d'Afrique  | Marrakech   | 1er      | 200 m     | 20 s 25 |
| 2014 | Coupe continentale      | Marrakech   | 7e       | 100 m     | 10 s 22 |
| 2014 | Coupe continentale      | Marrakech   | 6e       | 200 m     | 20 s 62 |
| 2015 | Universiade             | Gwangju     | 1er      | 200 m     | 20 s 41 |
| 2015 | Jeux africains          | Brazzaville | 3e       | 100 m     | 10 s 23 |
| 2015 | Jeux africains          | Brazzaville | 1er      | 200 m     | 20 s 42 |
| 2015 | Jeux africains          | Brazzaville | 1er      | 4 × 100 m | 38 s 93 |
| 2016 | Championnats d'Afrique  | Durban      | 6e       | 200 m     | 20 s 92 |
| 2016 | Championnats d'Afrique  | Durban      | 2e       | 4 x 100 m | 38 s 98 |
| 2017 | Jeux de la Francophonie | Abidjan     | 1er      | 200 m     | 20 s 73 |
| 2017 | Jeux de la Francophonie | Abidjan     | 1er      | 4 x 100 m | 39 s 39 |
| 2018 | Championnats d'Afrique  | Asaba       | 3e       | 4 x 100 m | 38 s 92 |

## Records
| Épreuve | Temps   | Lieu      | Date         |
| ------- | ------- | --------- | ------------ |
| 100 m   | 10 s 01 | Tempe     | 9 avril 2016 |
| 200 m   | 20 s 25 | Marrakech | 14 août 2014 |